# Angel y Khriz
Angel y Khriz é uma dupla de reggaeton porto-riquenha formada por Ángel Rivera Guzmán e Christian Colón. Eles estrearam na coletânea MVP, produzida por Hector "El Father", com a canção "Cazando Voy". Uma de suas canções, "Ven Bailalo", do álbum Los MVP's, figurou na trilha sonora de Grand Theft Auto IV, mais precisamente na playlist da estação San Juan Sounds.

## História
Tudo começou quando os dois amigos decidiram se aventurar gravando uma faixa de reggaeton, mas nessa época eles nem suspeitavam que adentrariam definitivamente o mundo da música profissional.
Khriz cresceu ouvindo músicas de hip-hop como as do Wu-Tang Clan e Cypress Hill; também teve grande influência do rap por conta das poesias líricas. Eventualmente conheceu Angel através de alguns amigos em comum; este sofria mais influência da salsa e do reggaeton.
Quem ajudou a dupla a dar seus primeiros passos na carreira musical foi o cantor John Eric, porem eles ainda não estavam devidamente preparados para os altos e baixos da indústria da música, dessa forma, decidiram se ausentar temporariamente do universo musical.
Certo dia, Angel recebeu a proposta de um produtor musical para gravar uma música; imediatamente ele convidou o amigo Khriz para fazer parte do projeto e juntos eles escreveram e gravaram uma canção de gênero reggaeton, que conseguiu criar um significativo burburinho na mídia, e com isso passaram a contribuir com vários outros projetos de artistas do mesmo gênero. Dessa forma surgiu a dupla Angel y Khriz.
Imediatamente conquistaram o Porto Rico, no Caribe e a América Latina. Eles possuíam fãs, mas faltava o mais importante: a produção musical. O primeiro grandioso single da dupla: "Ven Baílalo", conquistou os ouvintes das rádios do Chile, Estados Unidos e Espanha, sendo a aposta de muitos para ser o novo blockbuster de verão.
Sem demora conquistaram o título MVP, pois seus ritmos contagiantes e as letras cativantes conquistaram fãs em todo o mundo. A primeira turnê foi rápida, passando pelo Chile, pela República Dominicana, Espanha, Colômbia e Honduras. Sem possuírem uma distribuidora internacional, o álbum teve que ser adiado por quase um ano antes de chegar aos Estados Unidos.
A internet é uma grande arma da dupla para se solidificarem entre os grandes nomes da música mundial, de forma que passaram a ser mais conhecidos no Brasil ao serem citados no WebShow ICHIVIS, como uns dos cantores prediletos de Doug Tods e Gildo Jr. Trechos do videoclipe de "Me enamore" foi exibido neste mesmo vídeo do WebShow.
Como são jovens e determinados, são uma das grandes apostas para o universo musical, a cada nova canção lançada, novos fãs são conquistados para se unirem a legião já existente.

## Citações
"Todo mundo está abrindo suas orelhas para o reggaeton. Esse ritmo de música é contagiante e festivo, o que convida todos a dançar. Enquanto nos derem oportunidades, daremos para todos em troca o reggaeton." - Angel.
"Não esperamos ser os melhores, mas queremos estar entre os melhores" - Khriz.

## Discografia

### Álbuns
- Los MVP (2004)
- Los MVP's: Special Edition (2006)
- Showtime (2008)
- The After Party (August 2009)
- TakeOver (2010)

### Singles
- Tu Me Pones Mal - 2002
- Cazando Voy - 2002
- Ram.. pa..pan..pan (feat john erick) - 2004
- nos vamos gatitas - 2004
- Da Cazeria (feat divino) - 2004
- "Ven Baílalo" - 2004
- Te Quiero ver hoy - 2005
- "Fua" - 2005
- "Dance (Feat. Wayne Wonder)"" - 2007
- Piden Reggaeton - 2007
- Czrita De Angel - 2007
- "La Vecina" - 2007
- "Na De Na" (Ft. Gocho & John Eric) - 2007
- "Na De Na (Remix)" (Ft. Gocho, John Eric, Alexis, Voltio, Arcangel, & Franco "El Gorila") - 2008
- "Dime" - 2009
- Ayer La Vi - 2010
- Maltrátame - 2010
- Me enamore - 2011
- Me Canse - 2012